# Karl Dorsey
Karl James Dorsey (ur. 12 maja 1894 w Limie, zm. 9 lipca 1974 w San Diego) – amerykański żeglarz sportowy, medalista olimpijski.
Podczas letnich igrzysk olimpijskich w Los Angeles (1932) zdobył złoty medal w żeglarskiej klasie 8 metrów, wspólnie z Owenem Churchillem, Williamem Cooperem, Johnem Biby, Robertem Suttonem, Pierpontem Davisem, Alanem Morganem, Alphonse’em Burnandem, Thomasem Websterem, Johnem Huettnerem, Richardem Moore’em i Kennethem Careyem. Drugi raz na igrzyskach olimpijskich wystąpił w Berlinie (1936), zajmując 10. miejsce w klasie 8 metrów.
Karl Dorsey był członkiem klubu California Yacht Club. Pracował jako agent ubezpieczeniowy w firmie Pacific Mutual.